# Sloane Square (Metropolitano de Londres)
Sloane Square é uma estação do Metrô de Londres em Chelsea, servindo a Sloane Square. É servido pelas linhas District e Circle, entre as estações South Kensington e Victoria e está na Zona 1 do Travelcard.
A entrada da estação fica no lado leste da Sloane Square (A3217). Fica ao lado do Royal Court Theatre e é a estação mais próxima para fazer compras na King's Road, na loja de departamentos Peter Jones e no Cadogan Hall.

## História

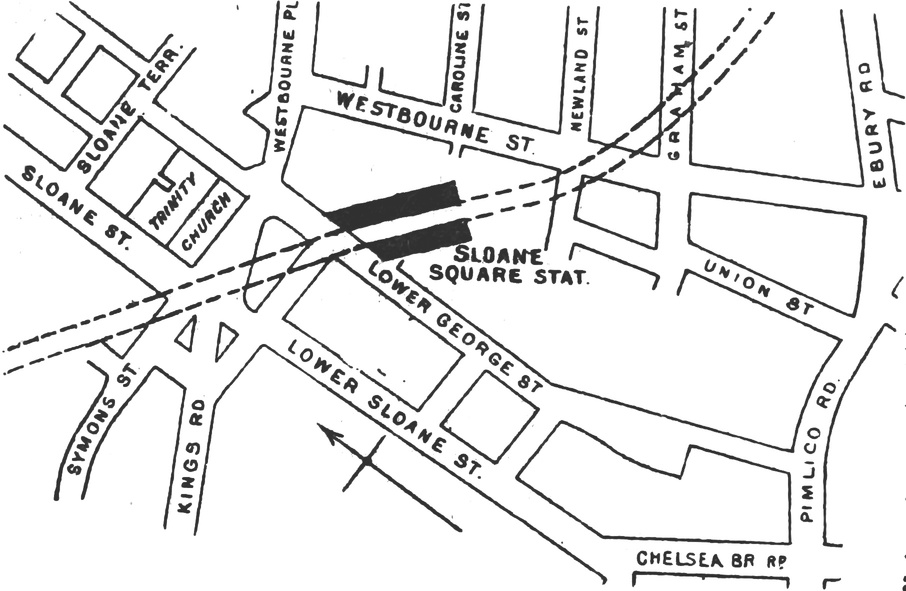
Mapa da estação Sloane Square, Sloane Square e ruas circundantes, como eram em 1888.

A estação foi inaugurada em 24 de dezembro de 1868 pela District Railway (DR, agora a linha District) quando a empresa abriu a primeira seção de sua linha entre as estações South Kensington e Westminster.

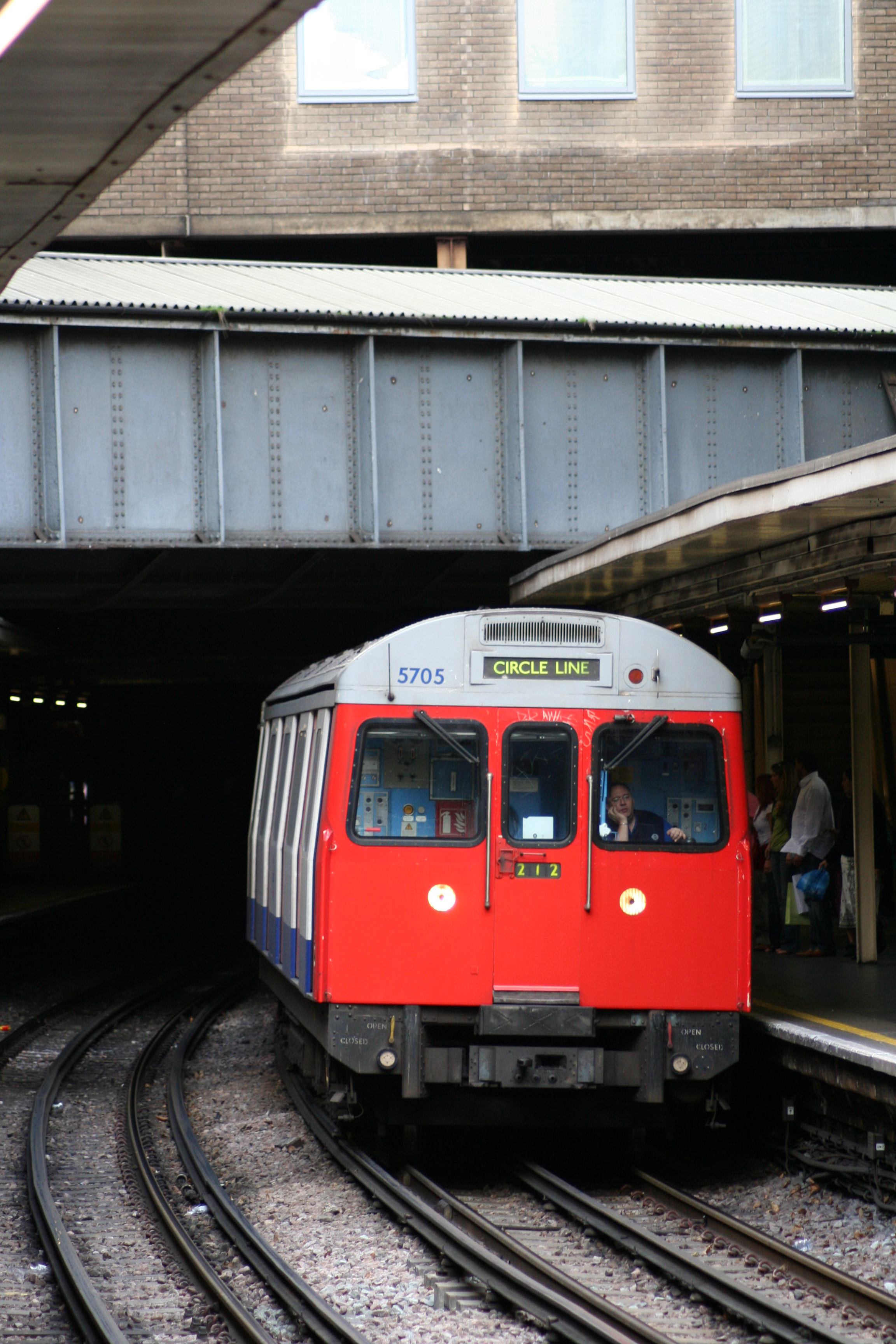
O rio Westbourne, um dos muitos rios subterrâneos de Londres, flui acima da estação em um grande canal de ferro.

A construção da estação foi complicada pela travessia do local pelo Rio Westbourne, que atravessava o Hyde Park como o Lago Serpentine e era originalmente atravessado pela Knight's Bridge em Knightsbridge. O rio era carregado acima da plataforma em um grande tubo de ferro suspenso por vigas. Permanece no local até hoje.
A DR ligava-se à Metropolitan Railway (MR, mais tarde Metropolitan line) em South Kensington e, embora as duas empresas fossem rivais, cada empresa operava seus trens sobre as outras vias em um serviço conjunto conhecido como "Inner Circle".
Em 1 de fevereiro de 1872, a DR abriu uma ramificação para o norte de sua estação em Earl's Court para se conectar à West London Extension Joint Railway (WLEJR, agora West London Line) à qual se conectava em Addison Road (agora Kensington (Olympia)). A partir dessa data o serviço "Outer Circle" começou a rodar sobre os trilhos da DR. O serviço era operado pela London and North Western Railway (LNWR) da Broad Street (agora demolida) na cidade de Londres através da North London Line para Willesden Junction, depois da West London Line para Addison Road. De Addison Road, ele passava por trilhos DR até Mansion House.
A partir de 1 de agosto de 1872, o serviço "Middle Circle" também começou a operar através de Sloane Square, indo de Moorgate ao longo dos trilhos da MR no lado norte do Inner Circle até Paddington, em seguida, sobre os trilhos da Hammersmith & City Railway (H&CR) até a Latimer Road. por meio de um link agora demolido, para a West London Line para Addison Road e o DR para Mansion House. O serviço era operado pela Great Western Railway.
Em 30 de junho de 1900, o serviço Middle Circle foi retirado entre Earl's Court e Mansion House. Em 31 de dezembro de 1908, o serviço Outer Circle também foi retirado.
No final da década de 1930, o prédio da estação foi reconstruído em estilo moderno. Escadas rolantes foram instaladas entre a bilheteria e as plataformas no início de 1940, tornando a estação a primeira na rede subterrânea a ter escadas rolantes. O novo edifício da estação não durou muito, pois foi quase todo destruído durante a Segunda Guerra Mundial. Uma bomba alemã que caiu em novembro de 1940 matou 37 e feriu 79 passageiros em um trem na estação e destruiu a bilheteria, as escadas rolantes e o teto envidraçado sobre os trilhos.
Em 1949, a rota Inner Circle operada pela linha Metropolitan recebeu sua própria identidade no mapa do metrô como a linha Circle. Em 1951, a estação foi reconstruída novamente em um estilo semelhante ao prédio da década de 1930. O telhado de vidro arqueado não foi substituído e a estação atual não tem a atmosfera clara e aberta do original. O prédio de escritórios acima da entrada da estação é uma adição posterior.
O pub Hole in the Wall na plataforma leste existiu de 1868 a 1985.

### Incidentes e acidentes
Em 5 de abril de 1960, Peter Llewelyn Davies, um dos Meninos de Llewelyn Davies que foram a inspiração para os personagens masculinos de J. M. Barrie Peter Pan, ou o menino que não cresceria, e que se ressentia da associação pública com o personagem que leva seu nome, suicidou-se jogando-se sob um trem que estava parando na estação.
Em 26 de dezembro de 1973, uma bomba terrorista explodiu no quiosque telefônico do escritório de reservas. Ninguém ficou ferido.

## Antiga proposta da Chelsea-Hackney line
Sloane Square foi considerada uma estação potencial na linha Chelsea-Hackney há muito proposta, que foi absorvida pelos planos do Crossrail 2. A estação não está mais na rota planejada.

## Conexões
As rotas de ônibus de Londres 11, 19, 22, 137, 170, 211, 319, 360, 452, C1 e as rotas noturnas N11, N19, N22 e N137 servem a estação.

## Na cultura popular
Sloane Square é uma das duas estações de metrô (a outra sendo South Kensington) mencionadas na música "Quando você está deitado acordado" da opereta Iolanthe de Gilbert e Sullivan.